# Eduard Meyer (Bierbrauer)
Eduard Meyer (geboren 25. Januar 1826 in Hannover; gestorben 7. September 1899 ebenda) war ein deutscher Bierbrauer.

## Leben

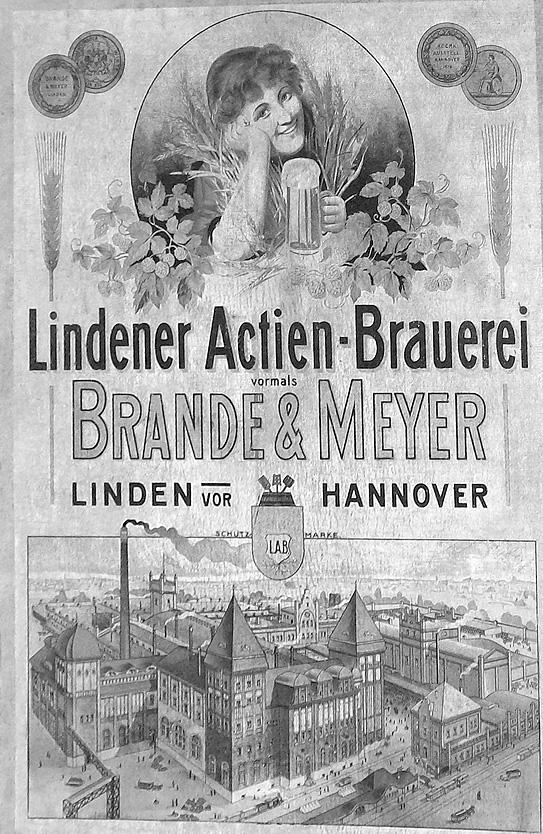
Werbeplakat Lindener Actien-Brauerei, vorm. Brande & Meyer, um 1900

Eduard Meyer wurde noch vor der Industrialisierung des Königreichs Hannover geboren. Als Kaufmann gründete er 1852 gemeinsam mit seinem Schwager August Brande in Linden vor Hannover die Brauerei Brande & Meyer, die im Jahr der Reichsgründung 1871 in eine Aktiengesellschaft umgewandelt wurde und dann zunächst als Lindener Aktien Brauerei, vorm. Brande & Meyer firmierte.
Meyer, der 1860 in Linden auch seinen Wohnsitz hatte, wird als der in den Tagebüchern von Wilhelm Raabe beschriebene Fabrikant und Brauereibesitzer E. Meyer angenommen, dem Raabe „am Rande der politischen Ereignisse“ am 23. August 1861 während der zweiten Generalversammlung des Deutschen Nationalvereins als Teilnehmer der Versammlung persönlich begegnete.
Nach dem Tode seine Kompagnons Brande im Jahr 1875 führte Eduard Meyer die Brauerei in leitender Stellung als Direktor alleine und vergrößerte das Unternehmen weiter bis zu seinem eigenen Ableben im Alter von 73 Jahren.